# 阿尔贝
阿尔贝（法語：Albert，法語發音：[albɛʁ] ⓘ），法国北部城市，上法兰西大区索姆省的一个市镇，隶属于佩罗讷区，其市镇面积为13.8平方公里，2022年1月1日时人口数量为9,658人，是该省人口第三多的市镇，在法国城市中排名第1,050位。
阿尔贝位于索姆省东北部，昂克尔河畔，是一个区域性的中心城市，巴黎－里尔铁路和多条省道由此通过。“阿尔贝”一名来源于法兰西王国元帅吕伊内公爵，后者于1620年继承此地并更其名。阿尔贝在第一次世界大战期间遭到数次争夺及猛烈的轰炸，是索姆河战役当中破坏最严重的地区之一。

## 地名来源
阿尔贝最初于公元860年以“Incre”的形式被记载，后逐渐衍变成为“Encre”。
“Albert”自1620年起成为当地的官方名称，其名来源于吕伊内公爵（其原名为），“Albert”出自阿尔贝蒂家族，后者起源于意大利佛罗伦萨，其法国旁系为吕讷的阿尔贝家族。

## 历史

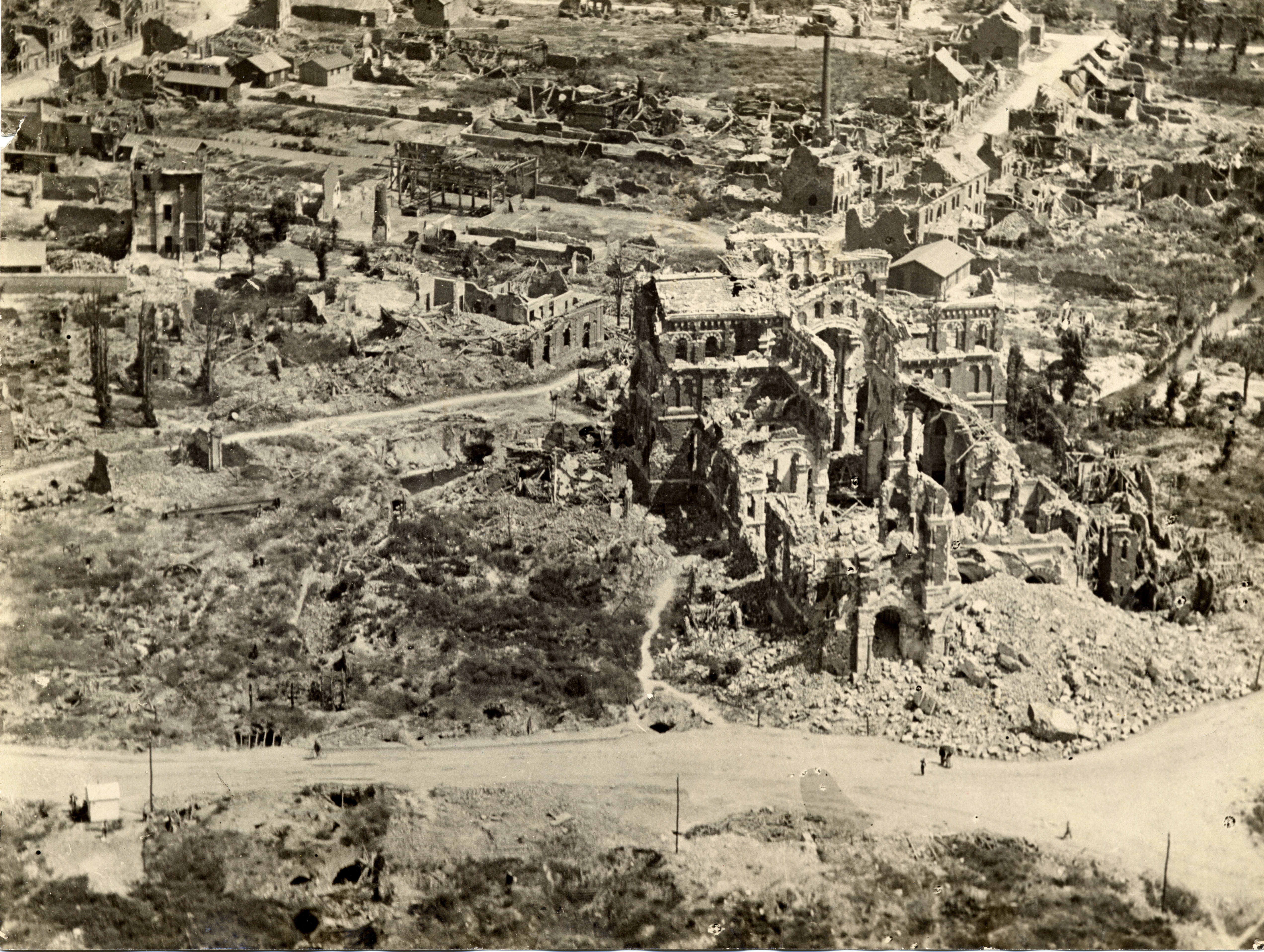
第一次世界大战后被炸毁的阿尔贝

阿尔贝的早期历史尚不清楚，其附近有一处名为“Minon Castel”的新石器时期的坟冢。高卢-罗马时期，一条沿昂克尔河延伸的道路由此通过。中世纪初，阿尔贝长期为皮卡第地区的一处普通农业村落，当地缺乏相关时期的记载及文物。1178年，阿尔贝获得市镇宪章，后成为圣波勒伯爵的一处领地。15世纪时，阿尔贝及其附近区域曾被勃艮第公国统治。1610年，阿尔贝被法兰西元帅康西诺·孔奇尼购买，后者于1617年被斩首，阿尔贝随即被其后任吕伊内公爵继承，“阿尔贝”一名即来源于此。三十年战争及法荷战争期间，阿尔贝均遭到严重破坏。法国大革命后，阿尔贝成为索姆省的一个市镇。工业革命期间，阿尔贝境内出现了一家机床厂。途径阿尔贝的巴黎－里尔铁路于1846年建成运行。普法战争期间，普鲁士军队曾控制阿尔贝，并将其教堂临时设为战俘监狱，关押了近五百名法国士兵。第一次世界大战期间，阿尔贝是索姆河战役的核心区域之一，当地于1914年、1916年和1918年三次爆发大规模战役，造成阿尔贝一半以上的居民及士兵身亡，当地的教堂、火车站、学校、市政厅、档案馆等基础设施尽数坍塌。一战结束后，时任法国总统乔治·克列孟梭曾访问阿尔贝。艾因泰穆尚特、伯明翰、波尔多和天津四座城市曾帮助阿尔贝恢复重建。二战后，阿尔贝机床厂倒闭。随着通勤列车的开行，阿尔贝逐渐发展成为亚眠的一个远郊卫星城，其市区南部出现了集中式居民公寓。

## 地理

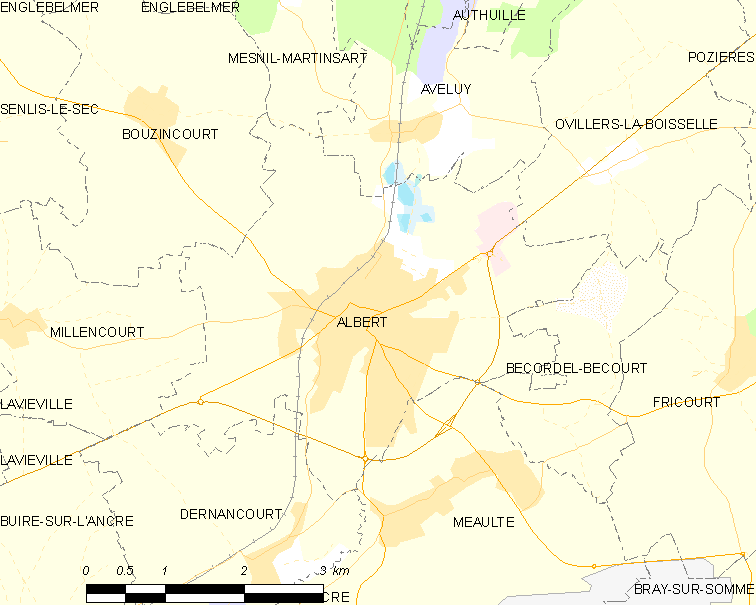
阿尔贝市镇范围地图

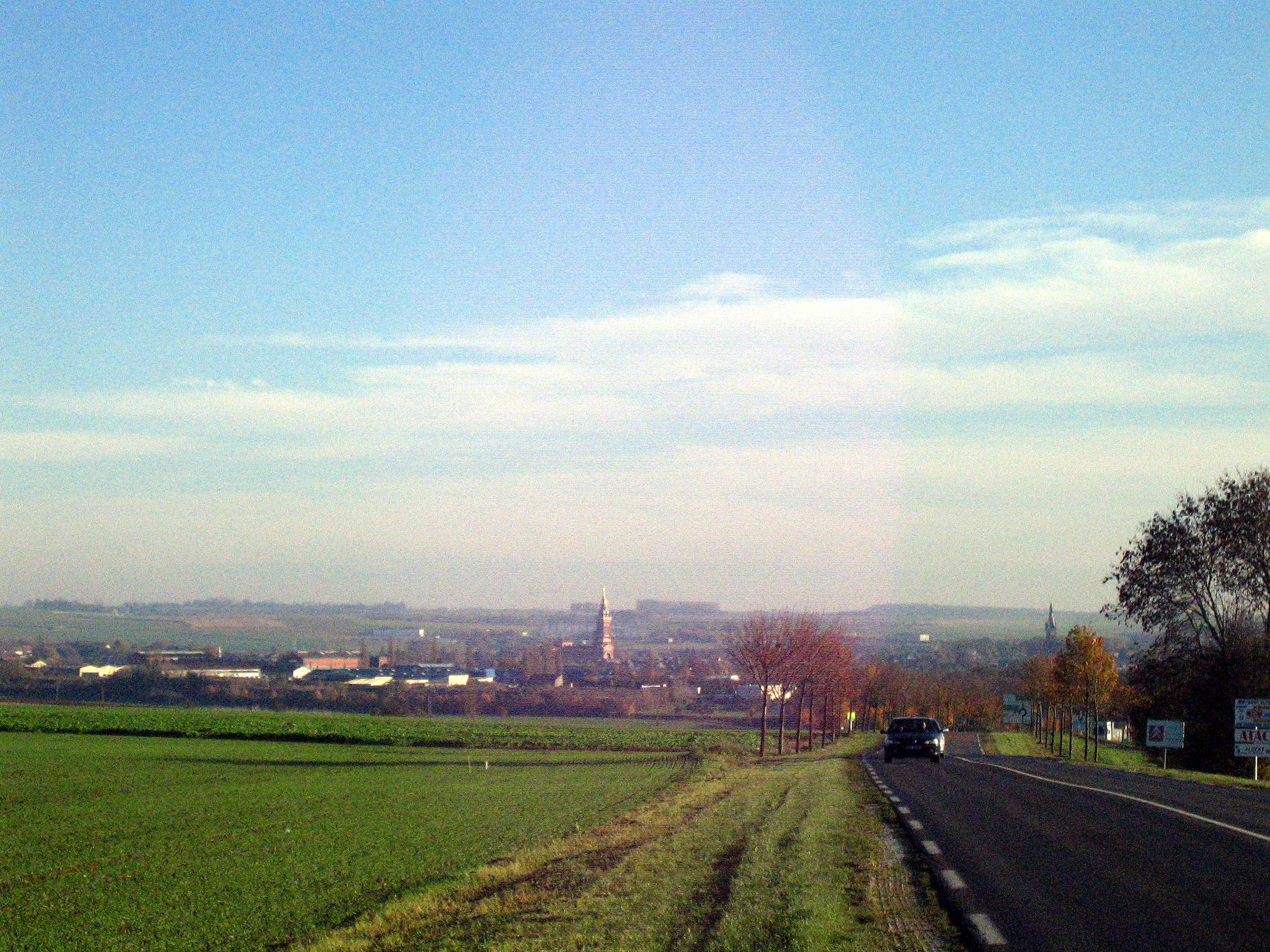
远眺阿尔贝市区

阿尔贝位于法国北部，上法兰西大区中部和索姆省东北部，距离省会亞眠大约29公里。与阿尔贝接壤的市镇包括：布赞库尔、阿沃吕、梅尼勒马丹萨尔、奥维莱尔-拉布瓦塞勒、米朗库尔、代尔南库尔、贝科尔代勒-贝库尔和梅欧尔特。

### 地形
阿尔贝位于皮卡第平原腹地，境内以平原及浅丘为主，市镇中心地势较为平坦，整体地势自昂克尔河畔向两侧略有抬升，全境海拔在42到121米之间。

### 水文
阿尔贝位于索姆河流域，昂克尔河自东北向西南流经阿尔贝市中心，其阿尔贝市镇范围内上游的右岸为“新塘”（Nouvel Étang），为河流改道后形成的天然湖泊。

### 植被
阿尔贝属于温带阔叶混交林区，市中心的公共花园（Jardin public）是当地的主要城市绿地，林地则多分布于河流附近。
在鲜花城市的评比中，阿尔贝被评为2星级鲜花城市。

### 气候
阿尔贝在柯本气候分类法中属于温带海洋性气候。
阿尔贝境内设有常年气象站，以下为该气象站的数据（其中日照数据取自鲁皮气象站）：
| 阿尔贝1981年－2019年 | 阿尔贝1981年－2019年 | 阿尔贝1981年－2019年 | 阿尔贝1981年－2019年 | 阿尔贝1981年－2019年 | 阿尔贝1981年－2019年 | 阿尔贝1981年－2019年 | 阿尔贝1981年－2019年 | 阿尔贝1981年－2019年 | 阿尔贝1981年－2019年 | 阿尔贝1981年－2019年 | 阿尔贝1981年－2019年 | 阿尔贝1981年－2019年 | 阿尔贝1981年－2019年 |
| 月份                 | 1月                  | 2月                  | 3月                  | 4月                  | 5月                  | 6月                  | 7月                  | 8月                  | 9月                  | 10月                 | 11月                 | 12月                 | 全年                 |
| -------------------- | -------------------- | -------------------- | -------------------- | -------------------- | -------------------- | -------------------- | -------------------- | -------------------- | -------------------- | -------------------- | -------------------- | -------------------- | -------------------- |
| 历史最高温 °C（°F）  | 19.7 (67.5)          | 18.5 (65.3)          | 23.1 (73.6)          | 26.6 (79.9)          | 30.3 (86.5)          | 34.1 (93.4)          | 40.8 (105.4)         | 38.2 (100.8)         | 34 (93)              | 28 (82)              | 19.8 (67.6)          | 15.6 (60.1)          | 40.8 (105.4)         |
| 平均高温 °C（°F）    | 5.8 (42.4)           | 7.2 (45.0)           | 11 (52)              | 13.9 (57.0)          | 18.2 (64.8)          | 20.8 (69.4)          | 23.3 (73.9)          | 23.9 (75.0)          | 19.6 (67.3)          | 14.7 (58.5)          | 9.3 (48.7)           | 5.7 (42.3)           | 14.5 (58.1)          |
| 日均气温 °C（°F）    | 3.5 (38.3)           | 4.3 (39.7)           | 7.2 (45.0)           | 9.3 (48.7)           | 13.2 (55.8)          | 15.7 (60.3)          | 18 (64)              | 18.4 (65.1)          | 14.9 (58.8)          | 11 (52)              | 6.5 (43.7)           | 3.5 (38.3)           | 10.5 (50.9)          |
| 平均低温 °C（°F）    | 1.1 (34.0)           | 1.3 (34.3)           | 3.5 (38.3)           | 4.7 (40.5)           | 8.2 (46.8)           | 10.5 (50.9)          | 12.7 (54.9)          | 12.8 (55.0)          | 10.3 (50.5)          | 7.2 (45.0)           | 3.8 (38.8)           | 1.3 (34.3)           | 6.5 (43.7)           |
| 历史最低温 °C（°F）  | −15 (5)              | −15 (5)              | −9.1 (15.6)          | −4.7 (23.5)          | −1.6 (29.1)          | 1.4 (34.5)           | 4.8 (40.6)           | 5 (41)               | 2.1 (35.8)           | −6.1 (21.0)          | −8.5 (16.7)          | −13.6 (7.5)          | −15 (5)              |
| 平均降水量 mm（）    | 62.3 (2.45)          | 55.5 (2.19)          | 56 (2.2)             | 50 (2.0)             | 52.3 (2.06)          | 56.8 (2.24)          | 60.5 (2.38)          | 61.6 (2.43)          | 57.4 (2.26)          | 76.1 (3.00)          | 72.9 (2.87)          | 79.5 (3.13)          | 740.9 (29.17)        |
| 月均日照時數         | 68                   | 75                   | 128.3                | 174.8                | 198.7                | 203.5                | 208.2                | 206.6                | 162.1                | 116.9                | 66.7                 | 51.1                 | 1,659.9              |
| 来源：infoclimat.fr  |                      |                      |                      |                      |                      |                      |                      |                      |                      |                      |                      |                      |                      |

## 行政区划
阿尔贝的市镇编号为80620，邮政编号为80200。
在行政管理方面，阿尔贝隶属于法国上法兰西大区索姆省佩罗讷区；在地方选举方面，阿尔贝是阿尔贝县的中央投票站所在地，其市镇范围全境被划入索姆省第五选区；在社会管理方面，阿尔贝是满园春地区市镇公共社区的办公驻地。
阿尔贝市镇范围内暂无城市敏感街区及城市政策优先街区。
法国国家统计与经济研究所（简称）在进行数据统计时，将阿尔贝单独设为阿尔贝城市核心区，并将包括核心区在内的周边共两个市镇划为阿尔贝城市区。自2020年起，阿尔贝城市区被包含369个市镇的亚眠城市辐射区代替。此外，还将阿尔贝市镇分为了3个“块区”（IRIS），以便于统计人口分布情况。

## 交通

### 公路
索姆省省道D42线、D50线、D52线、D329线、D929线和D938线等在阿尔贝境内交汇。上法兰西大区下属的城际客运提供巴士线路，可前往亚眠及佩罗讷。
| 13.1 | 18 |

| 14 | 21 |

| 20 | 34 |

| 亚眠 | 30 |

| 杜朗 | 31 |

| 科尔比 | 19 |

| 阿拉斯 | 38 |

| 巴波姆 | 18 |

| 佩罗讷 | 24 |

| 圣康坦 | 54 |

| 凯里约 | 18 |

| 米罗蒙 | 14 |

2018年，66.8%的阿尔贝家庭拥有至少一辆私人汽车。2019年，阿尔贝境内共发生各类交通事故2起，造成2人受伤。

### 铁路

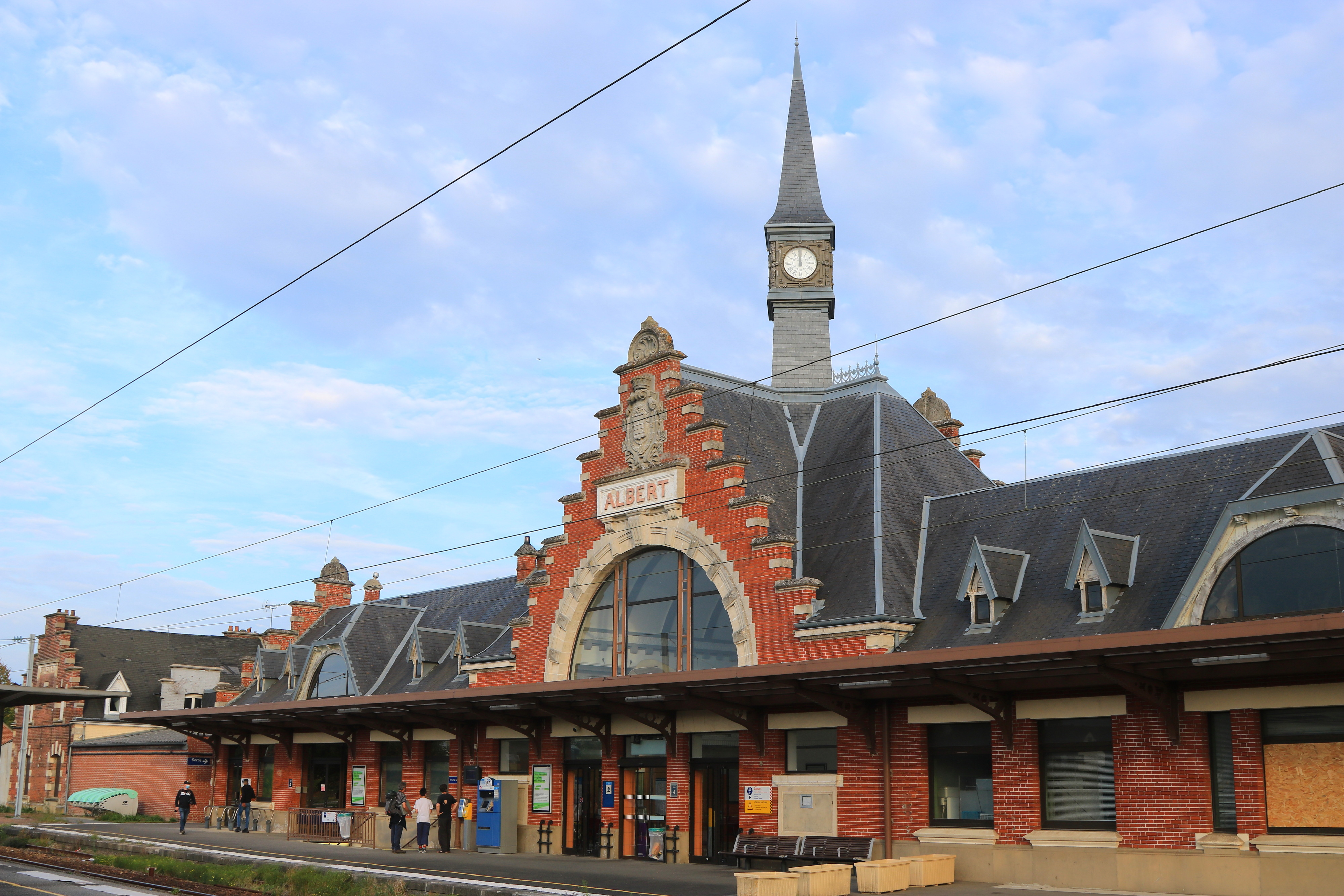
阿尔贝火车站

阿尔贝位于巴黎－里尔铁路上。阿尔贝站位于市区中北部，停靠往返于里尔和亚眠一线的区域列车，另有始发车次可前往阿布维尔。

### 航空
阿尔贝皮卡第机场位于市区东南部，该机场建于2007年，曾开行前往黑潭及圖盧茲的固定航线，现为一个普通飞行场，供商务及救援使用。
距离阿尔贝最近的民用航空站为里尔机场，距离阿尔贝市中心的公路里程约84公里。

### 城市公共交通
截至2022年2月，阿尔贝暂无城市公共交通系统。

## 政治

### 市政内阁

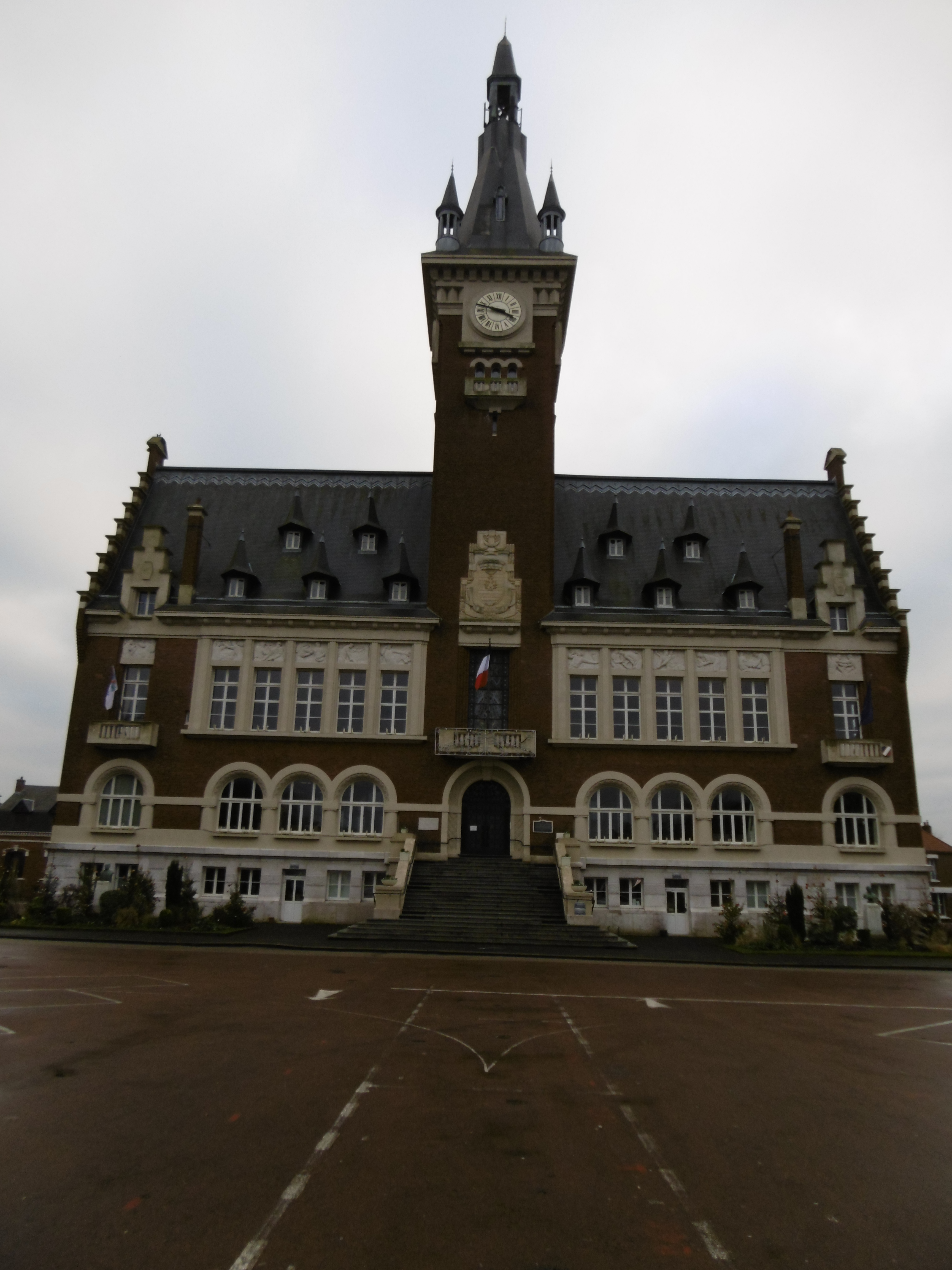
阿尔贝市政厅

阿尔贝的现任市长为克洛德·克利凯先生（Claude Cliquet），他是民主人士和独立人士联盟的一名成员，在2020年的市政选举中获得了50.96%的支持率。
| 阿尔贝历届市长 | 阿尔贝历届市长                      | 阿尔贝历届市长                                              |
| 任期           | 市长                                | 党派                                                        |
| -------------- | ----------------------------------- | ----------------------------------------------------------- |
| 1945年－1946年 | René KEIGNAERT 勒内·凯尼亚尔        | PCF法国共产党                                               |
| 1946年－1947年 | Alfred LECLERCQ 阿尔弗雷德·勒克莱尔 | PCF法国共产党                                               |
| 1947年－1959年 | Henry POTEZ 亨利·波泰               | RAD激进党                                                   |
| 1959年－1965年 | Alfred LECLERCQ 阿尔弗雷德·勒克莱尔 | PCF法国共产党                                               |
| 1965年－1971年 | Pierre SAVARY 皮埃尔·萨瓦里         | RI独立激进党                                                |
| 1971年－1977年 | Fernand DEMILLY 费尔南·德米伊       | UDF法国民主联盟 →PSD民主社会党                              |
| 1977年－1989年 | Claude LANDAS 克洛德·朗达           | PCF法国共产党                                               |
| 1989年－2017年 | Stéphane DEMILLY 斯泰凡·德米伊      | UDF法国民主联盟 →Centriste中间派 →UDI民主人士和独立人士联盟 |
| 2017年－       | Claude CLIQUET 克洛德·克利凯        | UDI民主人士和独立人士联盟                                   |

### 各级选举
| 阿尔贝历届投票选举结果 | 阿尔贝历届投票选举结果 | 阿尔贝历届投票选举结果 | 阿尔贝历届投票选举结果 | 阿尔贝历届投票选举结果                 | 阿尔贝历届投票选举结果 | 阿尔贝历届投票选举结果 | 阿尔贝历届投票选举结果                 | 阿尔贝历届投票选举结果 | 阿尔贝历届投票选举结果 |
| 选举项目               | 选举范围               | 选区单位               | 选举结果               | 选举结果                               | 选举结果               | 选举结果               | 选举结果                               | 选举结果               | 参考资料               |
| 选举项目               | 选举范围               | 选区单位               | 第一轮胜出者           | 第一轮胜出者                           | 支持率                 | 第二轮胜出者           | 第二轮胜出者                           | 支持率                 | 参考资料               |
| ---------------------- | ---------------------- | ---------------------- | ---------------------- | -------------------------------------- | ---------------------- | ---------------------- | -------------------------------------- | ---------------------- | ---------------------- |
| 2017年法國總統選舉     | 法國                   | 市镇                   |                        | 玛丽娜·勒庞                            | 31.13%                 |                        | 埃马纽埃尔·马克龙                      | 51.67%                 | [ 27 ]                 |
| 2017年法国立法选举     | 索姆省第五选区         | 市镇                   |                        | 斯特凡纳·德米伊                        | 61.71%                 | （不适用）             | （不适用）                             | （不适用）             | [ 27 ]                 |
| 2019年欧洲议会选举     | 法國                   | 市镇                   |                        | 若尔当·巴尔代拉                        | 34.83%                 | （不适用）             | （不适用）                             | （不适用）             | [ 27 ]                 |
| 2021年法国省级选举     | 索姆省                 | 县                     |                        | 弗朗克·博瓦尔莱 维尔吉妮·卡龙-德克鲁瓦 | 41.29%                 |                        | 弗朗克·博瓦尔莱 维尔吉妮·卡龙-德克鲁瓦 | 59.12%                 | [ 28 ]                 |
| 2021年法国省级选举     | 索姆省                 | 市镇                   |                        | 弗朗克·博瓦尔莱 维尔吉妮·卡龙-德克鲁瓦 | 35.97%                 |                        | 弗朗克·博瓦尔莱 维尔吉妮·卡龙-德克鲁瓦 | 55.26%                 | [ 28 ]                 |
| 2021年法国大区选举     | 上法蘭西大區           | 市镇                   |                        | 格扎维埃·贝特朗                        | 47.08%                 |                        | 格扎维埃·贝特朗                        | 57.09%                 | [ 29 ]                 |
| 2022年法国总统选举     | 法國                   | 市镇                   |                        | 玛丽娜·勒庞                            | 34.9%                  |                        | 玛丽娜·勒庞                            | 55.56%                 | [ 27 ]                 |
| 2022年法国立法选举     | 索姆省第五选区         | 市镇                   |                        | 雅埃尔·默纳什                          | 28.74%                 |                        | 雅埃尔·默纳什                          | 50.96%                 | [ 27 ]                 |

## 人口
2019年，阿尔贝市镇人口数量为9,779，在法国排名第1,050位。其中男性4,476人，女性5,303人，75岁及以上人口占11.7%，外籍人口数量为122人，人口密度为709人/平方公里，当地居民被称为（男性）或（女性）。2020年，阿尔贝境内出生82人，死亡人口147人。
| 阿尔贝1901年－2019年人口变化情况 |
|                                  |
| 数据来源：Cassini、INSEE         |

## 经济

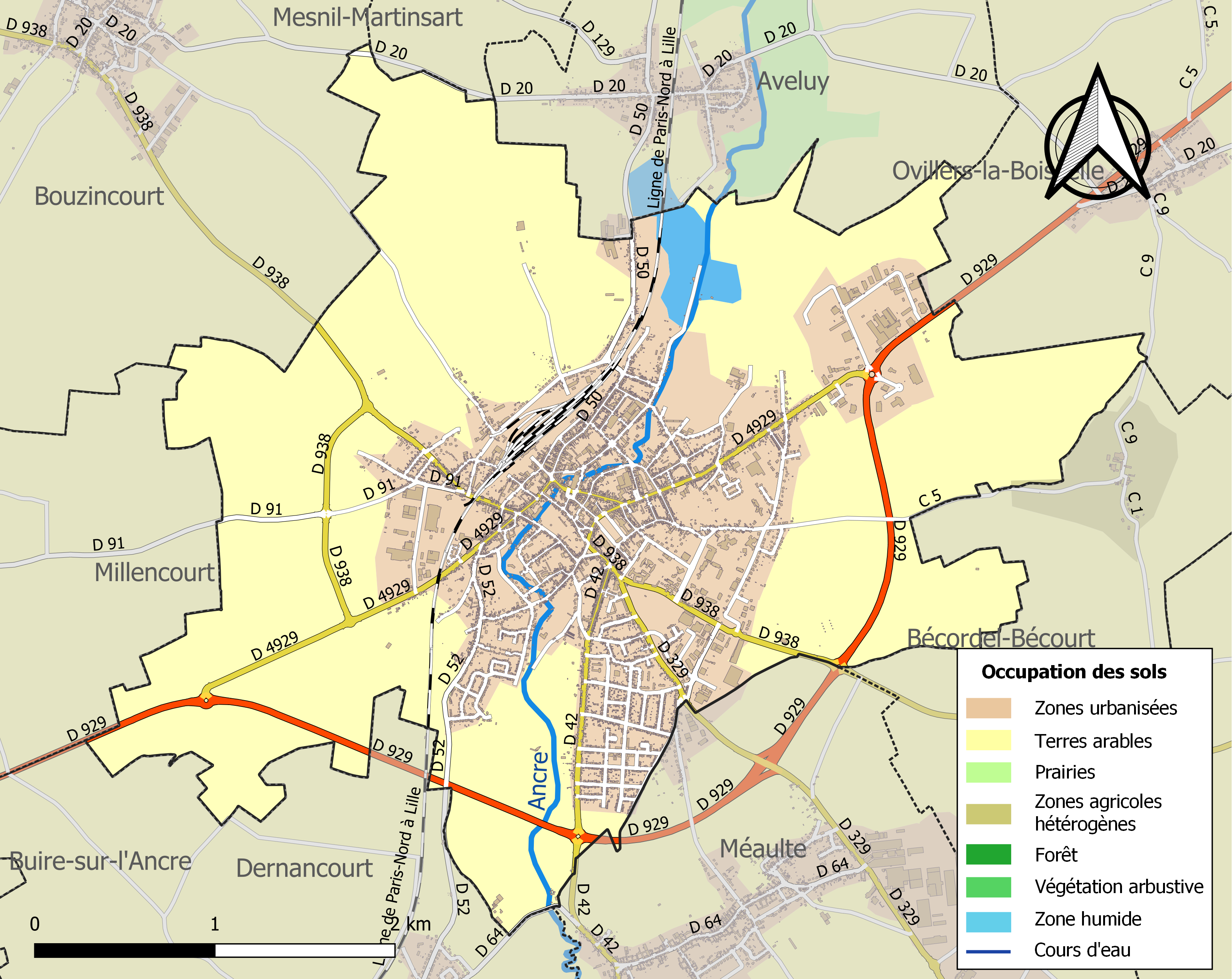
阿尔贝土地利用情况地图

阿尔贝是一个区域性的中心城市。截止2022年2月，阿尔贝市镇范围内共有各类用人单位（包含自雇）1,049家，平均历史为17年，其中99.22%为中小型企业（PME）。（零售）、（工业制造）及（制药）是当地2020年营业额最高的三个企业，分别为39,092,090欧元、11,790,339欧元和10,938,578欧元。

## 财政与居民收入
2020年，阿尔贝的财政收入总额为9,804,970欧元，财政支出总额为8,625,870欧元，当年的债务总额为4,693,630欧元。2021年，阿尔贝共获得2,194,518欧元的国家财政补助，比上一年减少了0.68%。
2019年，阿尔贝的人均月收入总额为2,075欧元，其中高级职员为3,536欧元，低于法国平均水平（4,230欧元）；中级职员为2,394欧元，低于法国平均水平（2,411欧元）；普通职员为1,612欧元，低于法国平均水平（1,740欧元）。
2018年，阿尔贝境内的青壮年（15至64岁）失业率为20.7%，当地38.1%的家庭拥有纳税资格，平均纳税2,113欧元，低于法国平均水平（3,910欧元）。

## 社会事务

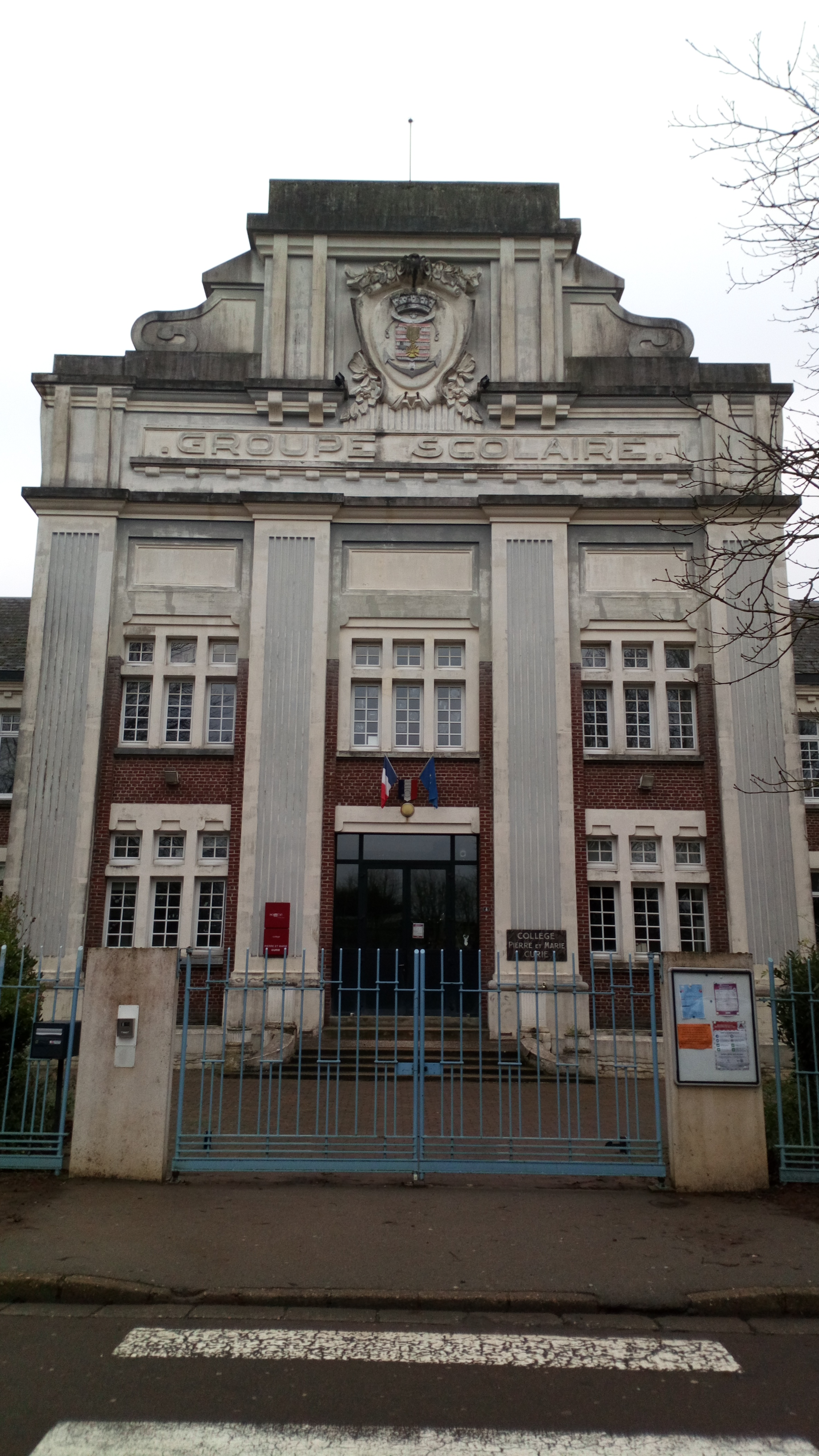
阿尔贝的一所初级中学

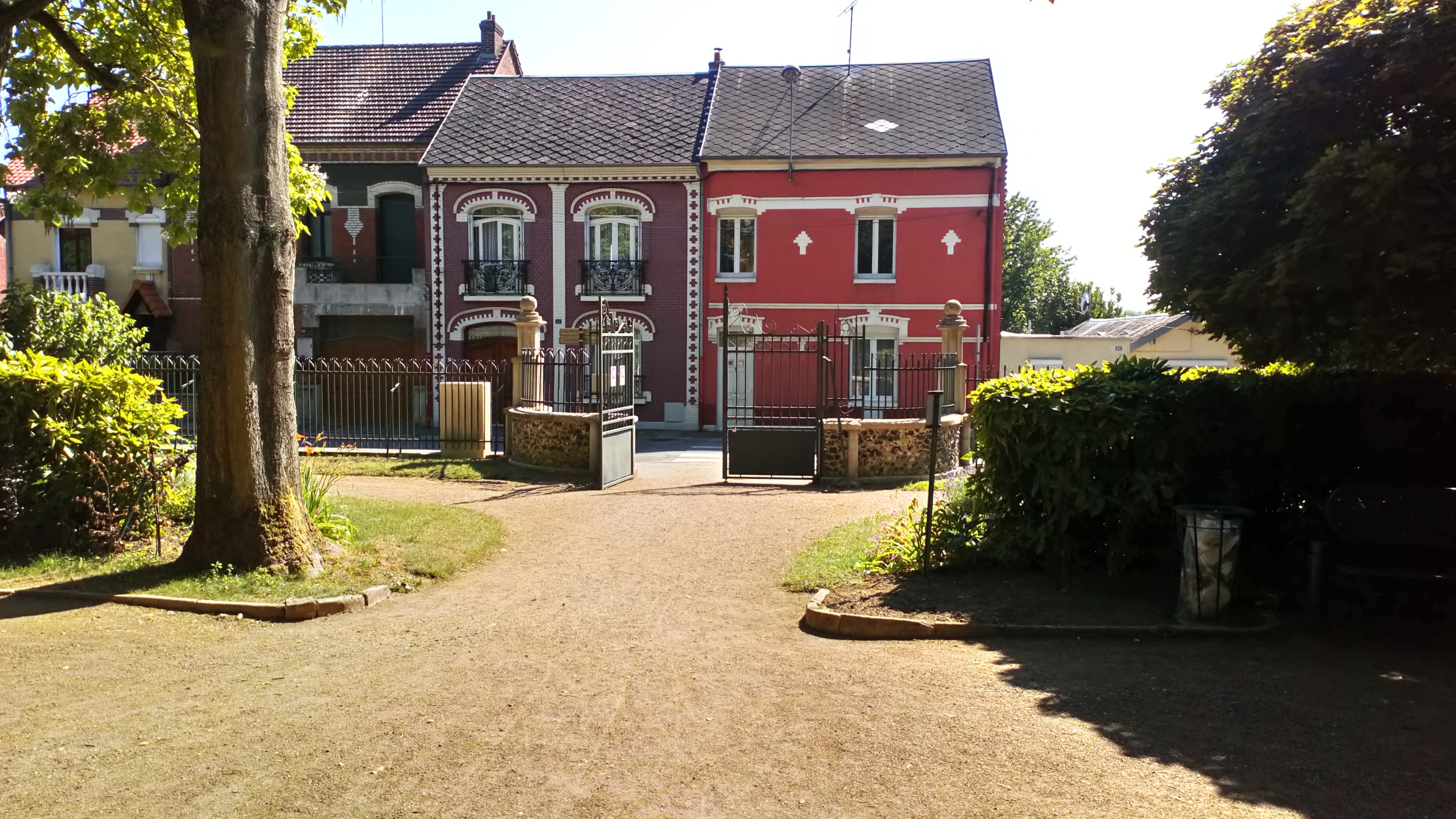
阿尔贝公共花园及外侧的居民区

### 教育
阿尔贝属于亚眠学区。截止2020年1月1日，阿尔贝境内共有4所幼儿园、5所小学、3所初级中学和1所普通高中。2018至2019学年度，阿尔贝境内共有在校中等教育阶段学生1,580名。

### 医疗
截止2020年1月1日，阿尔贝境内共有全科医生10名、保健师13名、牙医3名、护士15名、耳科医生1名、眼科医生1名、皮肤科医生1名和助产士2名。境内共有药房5家、养老院2家、残疾人帮扶中心5家。
阿尔贝中心医院（Centre Hospitalier d'Albert）是法国的一个区域性医疗机构，其主病区位于阿尔贝市区，设有床位284个，是当地规模最大的公立综合性医院。

### 住房
2018年，阿尔贝境内共有各类住房5,137套，其中71.7%为独立式居民区，27.9%为集中式居民区。常住房屋占阿尔贝市镇范围内居民建筑总量的88.2%。
在住房保障政策方面，2020年，阿尔贝境内共有1,233户家庭获得了住房经济补助，受益人数占总人口数量的12.6%，其中1,179份为房租补助。

### 商业
2019年，阿尔贝境内共有各类实体商铺234家，其中餐厅22家、大型超市6家、杂货店3家、面包房6家、肉铺5家、书店2家、装饰品店2家、银行门店9家、美容美发店20家、汽车维修店20家。市区东南部建有大型开放式商业街区，有Intermarché、Intersport、Bricomarché、Netto等购物商场。

### 体育
2020年，阿尔贝境内共有1家游泳池、3间体育馆、2座综合体育场、7处网球场、7处足球或橄榄球场、2处篮球或排球场以及1处高尔夫球场。
截至2022年2月，阿尔贝飞行员工人体育联盟（Albert Union Sportive Ouvrière Aviation Sports，简称“USOAAS”，编号501071）是当地唯一的注册足球俱乐部，其主队2021至2022赛季参加索姆省足球联赛甲组（法国第九级别），其主场亨利·波泰球场（Stade Henri Potez）位于市区南部。

### 环境
阿尔贝的环境事务由其所属的满园春地区市镇公共社区负责。2019年，阿尔贝境内共有1家污染企业。

### 治安
2019年，阿尔贝市镇范围内共有1处派出所和1处宪兵队。
阿尔贝所在地是佩罗讷国家宪兵队区的管辖范围。2020年，该宪兵队辖区内共209个市镇累计发生各类案件3,192起，其中盗窃类案件1,529起，经济类案件324起，毒品交易类案件115起。

## 文化
2020年，阿尔贝境内有1家电影院。满园春地区市镇公共社区下属的阿尔贝多媒体中心（Médiathèque d'Albert）每周二、三、五、六向公众开放。

### 建筑
阿尔贝境内有多处历史建筑，其中布勒比耶尔圣母大教堂为法国国家文物保护单位，索姆河战役博物馆和阿尔贝市政厅是当地的地标性建筑物。

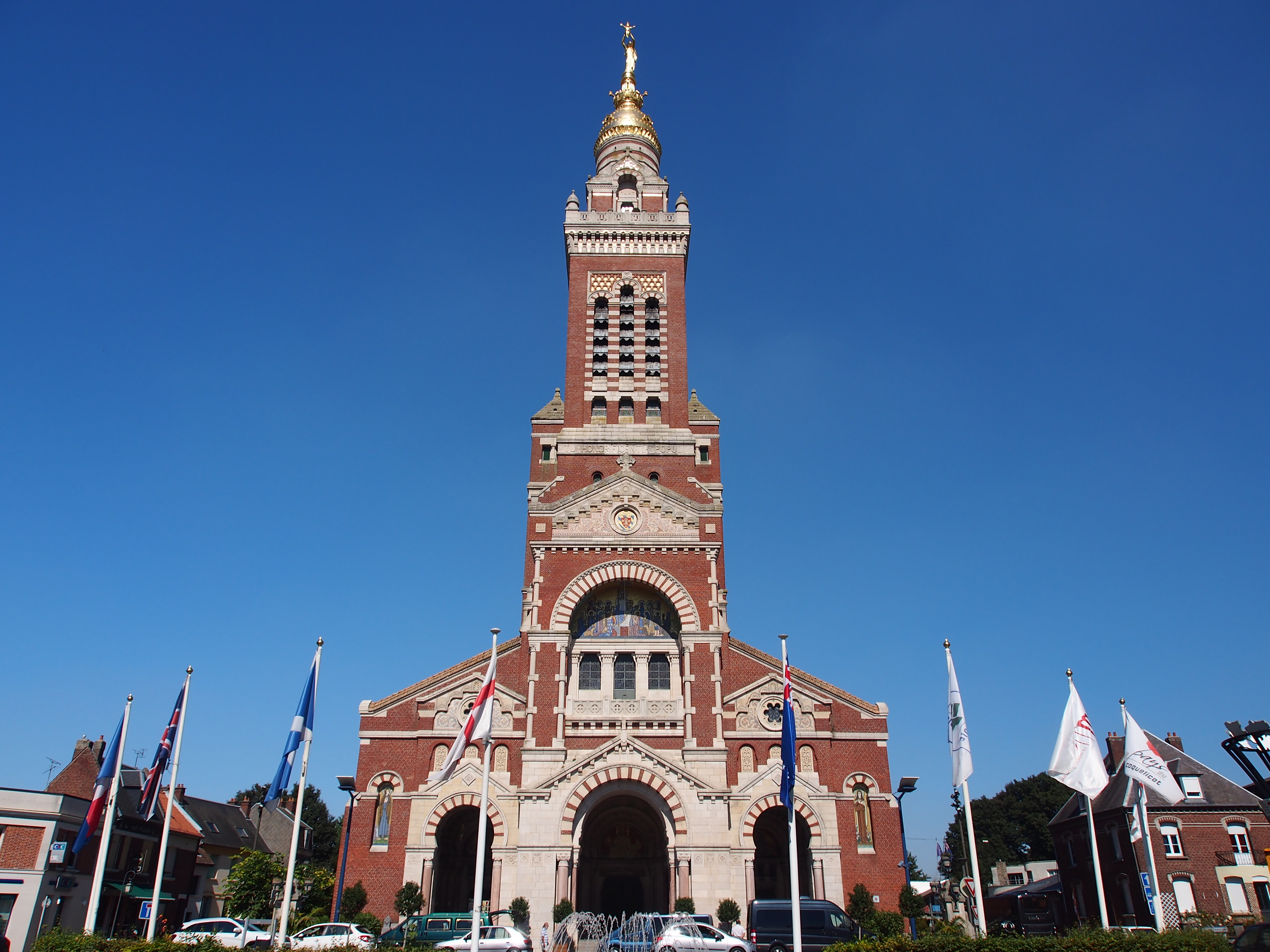
布勒比耶尔圣母大教堂（法语：Basilique Notre-Dame de Brebières）
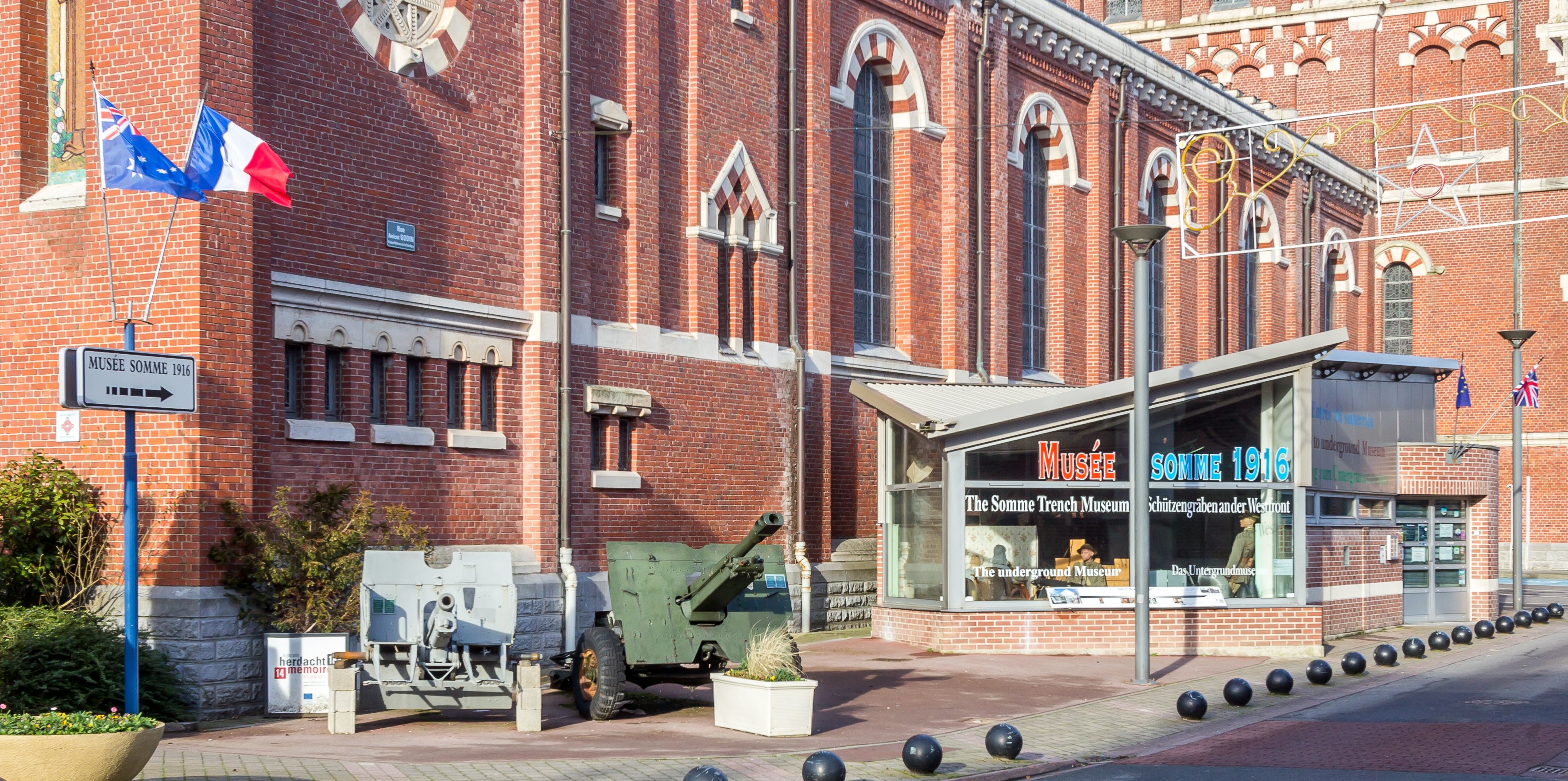
索姆河战役博物馆（法语：Musée Somme 1916）
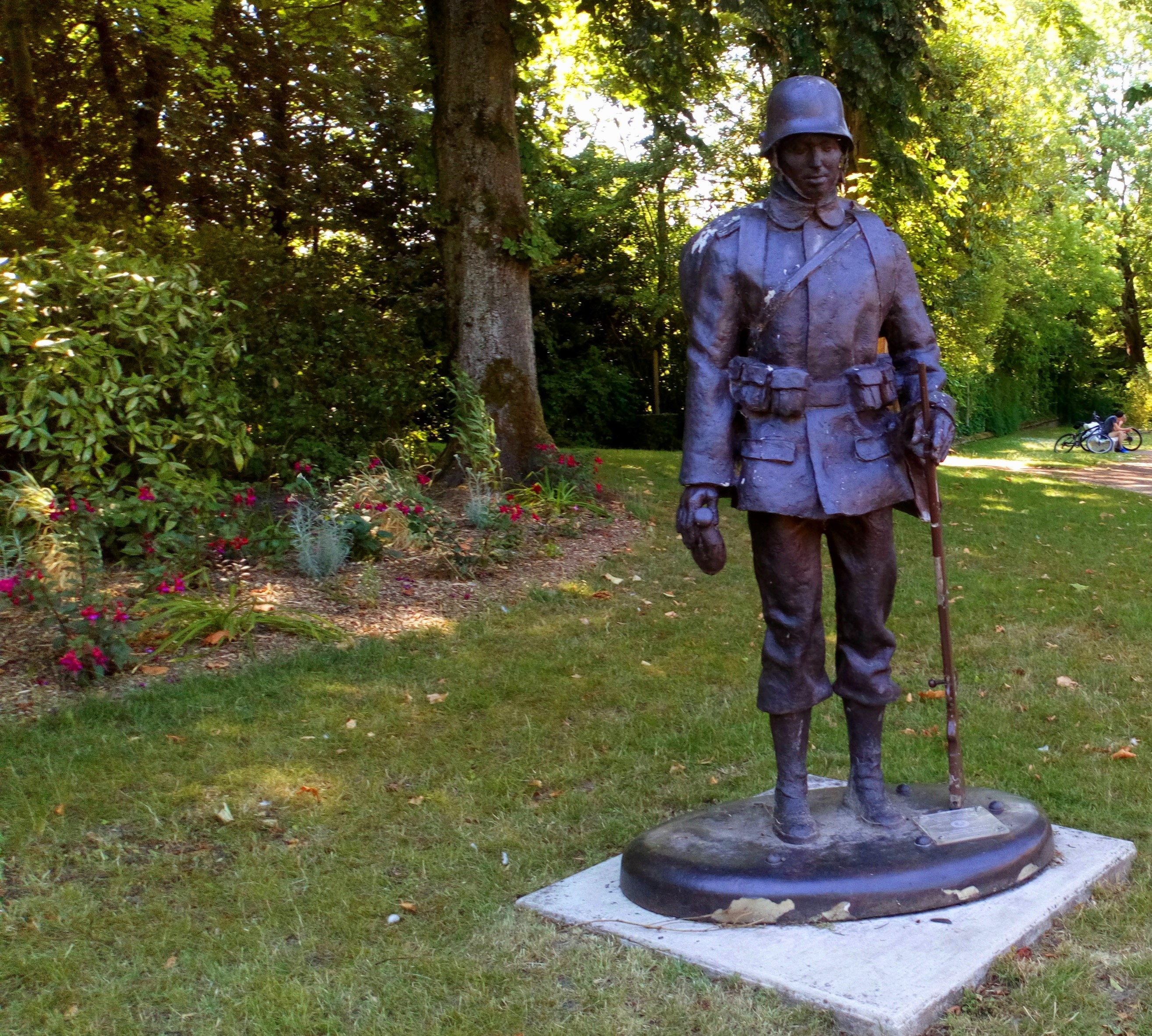
吕伊内公爵雕塑
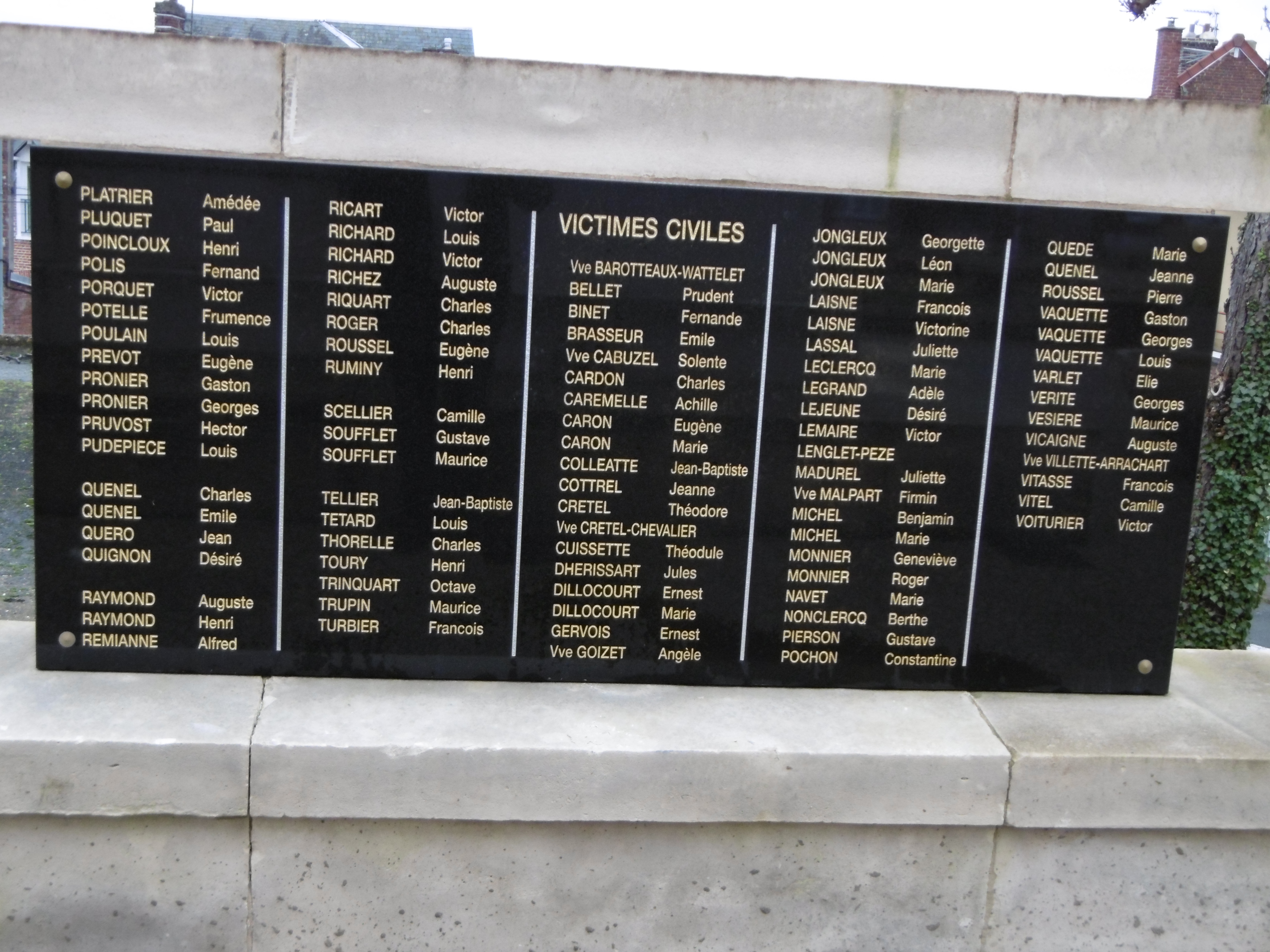
一战遇难者纪念碑
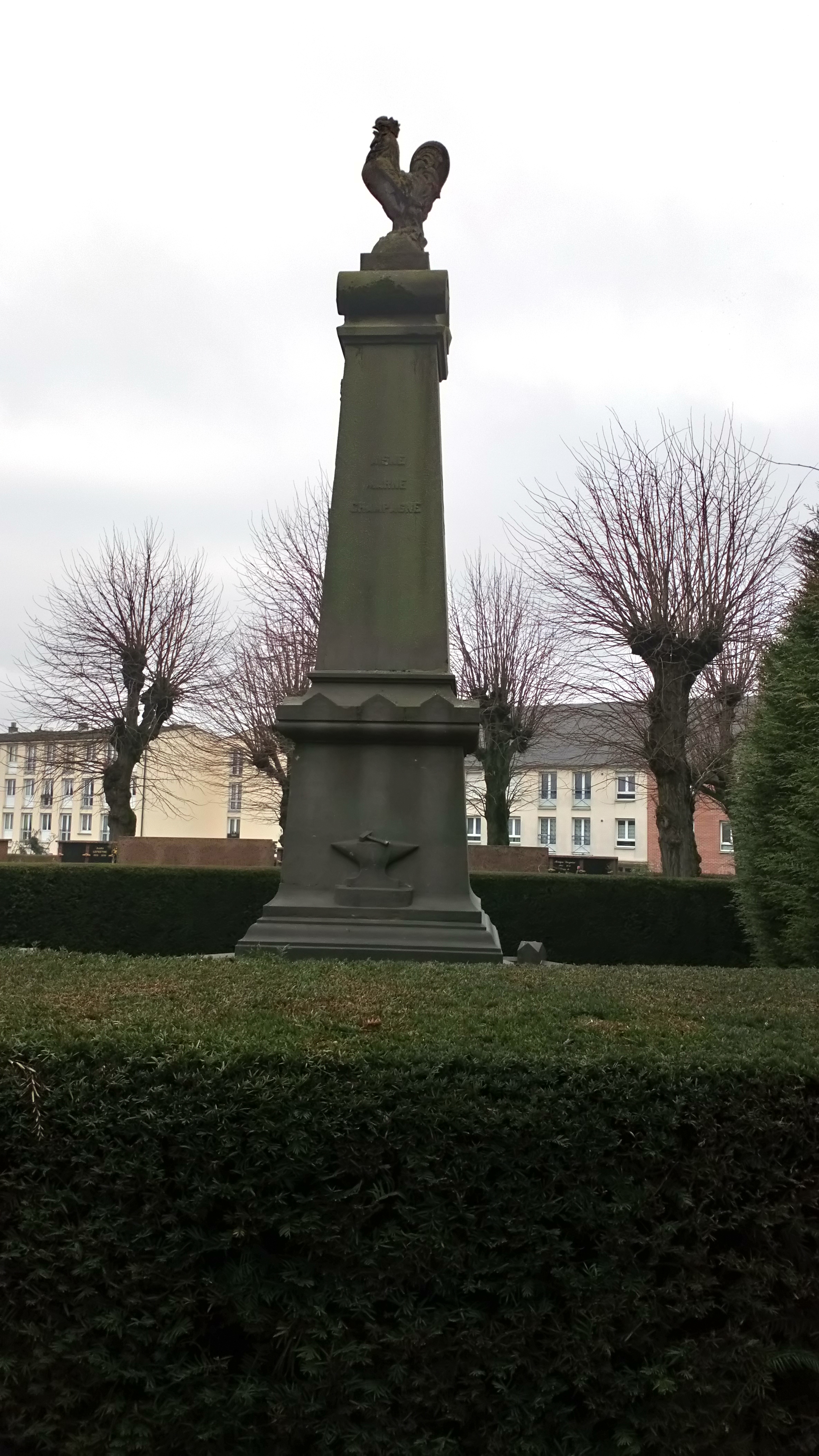
遇难儿童纪念碑
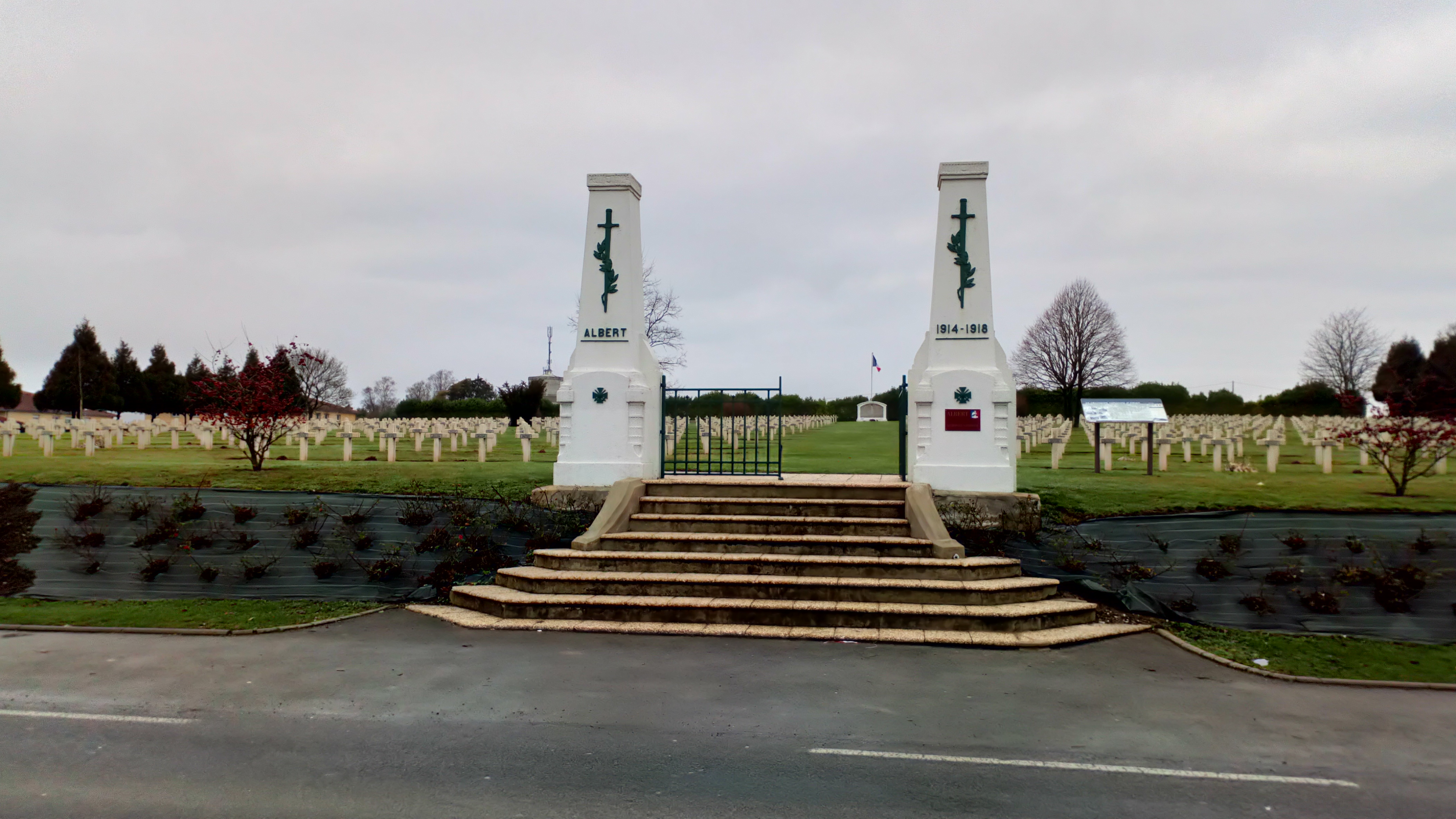
烈士陵园

### 旅游
阿尔贝的旅游事务由其所属的满园春地区市镇公共社区负责。2021年，阿尔贝境内共有4家酒店共计99间房间；另有1个露营地，可容纳共75辆露营车。

### 媒体
法国主要的媒体均可在阿尔贝接收，法国电视三台下属的上法兰西大区频道在部分时段播出阿尔贝所属区域的地方新闻。《皮卡第邮报》、《法基尔报》、蓝色法兰西皮卡第广播等为当地主要的地方性媒体。

## 相关人物
阿尔贝因吕伊内公爵得名，后者通常被认为是阿尔贝的城市缔造者。
法国演员格扎维埃·德普拉、小提琴家奥利维耶·沙尔利耶和冰球运动员克里斯托夫·穆瓦永出生于阿尔贝。

## 友好城市
截至2022年2月，阿尔贝共与三座城市互为友好城市关系：
- 德国 阿尔登霍芬
- 德国 尼斯基
- 英格兰 阿尔弗斯顿